# Portage (Ohio)
Portage és una població dels Estats Units a l'estat d'Ohio. Segons el cens del 2000 tenia 428 habitants.

## Demografia
Segons el cens del 2000, Portage tenia 428 habitants, 153 habitatges, i 108 famílies. La densitat de població era de 110,2 habitants per km².
Dels 153 habitatges en un 35,3% hi vivien nens de menys de 18 anys, en un 62,1% hi vivien parelles casades, en un 7,2% dones solteres, i en un 28,8% no eren unitats familiars. En el 22,9% dels habitatges hi vivien persones soles el 7,2% de les quals corresponia a persones de 65 anys o més que vivien soles. El nombre mitjà de persones vivint en cada habitatge era de 2,63 i el nombre mitjà de persones que vivien en cada família era de 3,12.
Per edats la població es repartia de la següent manera: un 25,9% tenia menys de 18 anys, un 8,2% entre 18 i 24, un 34,1% entre 25 i 44, un 22,4% de 45 a 60 i un 9,3% 65 anys o més.
L'edat mediana era de 38 anys. Per cada 100 dones de 18 o més anys hi havia 105,8 homes.
La renda mediana per habitatge era de 37.031 $ i la renda mediana per família de 43.125 $. Els homes tenien una renda mediana de 35.227 $ mentre que les dones 22.321 $. La renda per capita de la població era de 15.698 $. Aproximadament el 3,9% de les famílies i el 10,4% de la població estaven per davall del llindar de pobresa.

## Poblacions més properes
El següent diagrama mostra les poblacions més properes.